# Y
Yは、ラテン文字（アルファベット）の25番目の文字。小文字は y 。U, V, W とともにギリシア文字の Υ（ウプシロン）に由来し、キリル文字の У は同系の文字である。Υ の別形に由来する F とも同系といえる。
紀元前1世紀頃にラテン文字に取り入れられた理由は、ギリシア語のΥ（ウプシロン）/yː/ を含む単語を忠実に表記する目的だった。
漢字の「丫」と似ているが、別の文字である（「南丫島」を「南Y島」と書くのは誤植）。

## 字形

筆記体

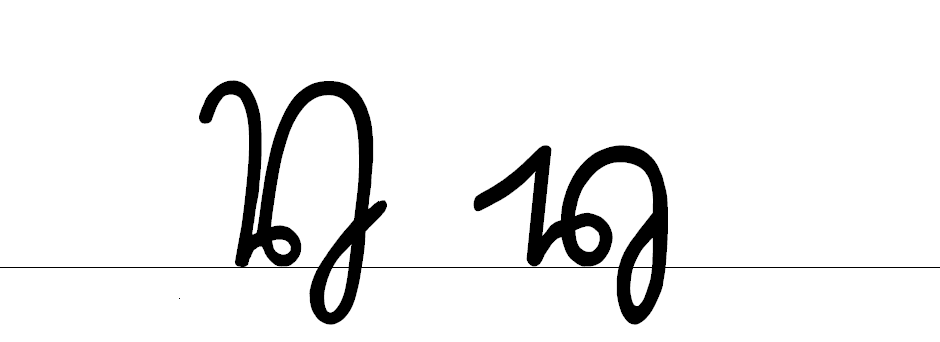
ジュッターリーン体

縦棒の上部が左右に分岐した形である。小文字は縦棒の下部が右に分岐した線と直線になって、ベースラインを下に越える。筆記体では大文字もこの小文字書体に基づき、左の線を縦に書いた後で緩やかに湾曲して右上に伸び、縦棒をまっすぐ下に書いて左に曲げ、折り返して縦棒を右上に突き抜け、次の字に続ける。初筆は、左下からの線を緩やかに湾曲させて縦棒に連ねることが多い。フラクトゥールは{\displaystyle {\mathfrak {Y\ y}}}。

## 呼称
- 音素名称
  - ラテン語・フィンランド語：ユー /yː/
  - 英語: wye（ワイ）/waɪ/
  - トルコ語：イェ
  - インドネシア語：イェー
- ギリシア語「単なるウ／単なるユ／単なるイ」
  - ドイツ語: ypsilon（ユプスィロン）/'ʏpsilɔn/
  - チェコ語・スロバキア語：イプスィロン
  - ポルトガル語: ípsilon（イープスィロン）
  - ハンガリー語: ipszilon（イプスィロン）
  - エスペラント: ipsilono（イプスィローノ）
- ギリシア語の「イ」
  - スペイン語: i griega（イグリエガ）/iˈɣɾjeɣa/
  - イタリア語: i greca, i greco（イグレーカ／イグレーコ）
  - ベトナム語・オランダ語・ルーマニア語・フランス語・ポーランド語：イグレク /iˈgʁɛk/, /iˈgrek/

## 音素
国際音声記号としては、小文字 [y] は円唇前舌狭母音（フランス語u 、ドイツ語ü、中国語yuまたはü）。スモールキャピタル（小さい大文字） [ʏ] はその少し広い発音である円唇前舌広め狭母音を表す。音素文字として、硬口蓋接近音 [j] の代用表記にも使われる。180度回転させた小文字 [ʎ] は、硬口蓋側音（「リ」のように聞こえる音）であるが、ギリシャ文字 λ （ラムダ小文字）の変形に由来する。
各言語においてこの文字が表す音価は、
- フランス語では原則として母音 /i/ で、たまに半母音 /j/ で発音されることもある。つづりの読み方に関しては、"i" 2 文字のように読むと説明されることもある（例：royal 国王の → roi-ial [rwajal]）。
- 英語では、
  - たまに半母音（硬口蓋接近音）/j/ を表す。yacht, yard など。
  - 他の場合は i と同じ。強勢のある長母音としては /aɪ/ を表す。tyre, type, cycle など。語末の多くでは /i/ を表す。any, sony, snowy など多数。
- スウェーデン語、デンマーク語、ノルウェー語、アルバニア語、フィンランド語、古英語、古ノルド語、ラテン語では母音 /y/ を表す。
- インドネシア語、トルコ語、マレー語、スワヒリ語では半母音（硬口蓋接近音）/j/ を表す。
- スペイン語では、母音が後続する場合、原則として有声硬口蓋摩擦音 /ʝ/ を表す。但し方言によっては /ʒ/ などになる。後者はアルゼンチン、ウルグアイの方言だが、他の地域でも後者の発音になる傾向があり、一種の流行とも言われている。また語末では他の強母音に続き、上昇二重母音を形成する。
- イタリア語では i に等しい。
- ドイツ語では j に等しい場合もあるが、普通は ü に等しい。すなわち、唇を丸めて「イ」と言う円唇前舌狭母音 /y/ ないし /ʏ/(IPA) = /Y/(X-SAMPA) である。デンマーク語、ノルウェー語、スウェーデン語でもこれに近い発音である。
- オランダ語では j に等しい場合もあるが、普通は i に等しい。
- アフリカーンス語では母音 /əi/ を表す。
- リトアニア語、低ザクセン語、アレマン語では長母音 /iː/ を表す。
- ラテン文字を使うスラヴ語（ポーランド語など）、またはキリル文字のラテン転写で、ы に相当する音を表すのに用いる。
- ベトナム語では、やや長い /i/ である。ひとつの音節内で他の母音とともに用いられたときは、主母音となることが多い。
- エスペラントでは外来語のみに使い、読み方が不明なときは文末なら /i/ 、それ以外は /j/ と発音することが推奨されている。
- 日本語のローマ字綴りではや行および開拗音の表記に使用する。
- 朝鮮語のローマ字綴りでは、母音の内j系の二重母音であるㅑ、ㅒ、ㅕ、ㅖ、ㅛ、ㅠは ya,yae,yeo,ye,yo,yu と y を含む綴りとなる。
- 中国語の漢語拼音では、介音 /i/ を含む韻母の表記に使われる。ただし、声母（頭子音）が付く場合、y は i に変わる。「一」「伊」など主母音、尾音無しで介音 /i/ のみの場合、発音は /i/ であり、半母音 /j/ が発音されるわけではないが、yi と表記する。

## 歴史
ギリシャ文字の Υ（ウプシロン）がラテン文字で V（ウー）となった後で、より後代の Υ（ウプシロン）の発音を書き表すために、あらためて Υ（ウプシロン）を Y（ユー）として取り込んだものである。

## Yの意味
- イットリウムの元素記号。
- 数学では、第二の未知数（変数）に使われる（主に小文字）。
- 座標軸では、前後（奥行）を表す。
- コンピュータなどで肯定 (Yes) を表す。N (No) の逆。
- 年 (Year, Y2K etc.)
- ￥は円 (Yen)あるいは元 (Yuán)。
- 黄色 (Yellow)
- 鉄道のサインシステムにおいて、函館市電2系統 (Yachigashira)、東京メトロ有楽町線 (Yūrakuchō)、名古屋ガイドウェイバス志段味線（ゆとりーとライン）(Yutorito Line)、Osaka Metro四つ橋線 (Yotsubashi)、近鉄生駒鋼索線、JR呉線 (Yellow)、広島電鉄横川線 (Yokogawa)、JR予讃線（高松駅〜松山駅）(Yosan) の路線記号として用いられる。
- 横長
- 首都高速八重洲線の頭文字のY
- SI接頭語
  - ヨタ (1024) (Y)
  - ヨクト (10-24) (y)
- 三十四を意味する数字。三十六進法など、三十五進法以上（参照: 位取り記数法#Nが十を超過）において三十四（十進法の34）を一桁で表すために用いられる。ただし、アルファベットの I と数字の 1 、およびアルファベットの O と数字の 0 が混同し易いために、アルファベットの I と O を用いないことがあり、この場合、J が十八、K が十九、…、N が二十二、P が二十三、…、Y が三十二を意味する。
- 航空機のエコノミークラス
- スペイン語で「 - と」の意味の、英語の"and"に相当する単語 (y、&)
- Y染色体
- マクロ経済学で所得。
- 地名
  - 米国アラスカ州の町、ワイ (アラスカ州) (Y)。why のように発音する。
  - フランス・ソンム県のコミューン、イ (ソンム県) (Y)。イと発音する。
- FAU タイプに分類されるゼオライト。
- Yパラメータ、Y行列。二端子対回路（電気回路）における表現手法。
- Y! - Yahoo! の略称。（例：Y!ケータイ）
- ポケットモンスター Y - ゲーム『ポケットモンスター』シリーズの1作品。
- ワイ - ゲームから派生した漫画『ポケットモンスターSPECIAL』に登場する架空の人物。→ポケットモンスターSPECIALの登場人物#カロス地方を参照。
- 音楽
  - Y (歌手) - 大韓民国の歌手、音楽グループ：Golden Childのメインボーカリスト。
  - Y (大澤誉志幸のアルバム) - 大澤誉志幸のアルバム。
  - Y (内田雄馬のアルバム) - 内田雄馬のアルバム。

## 符号位置
| 大文字 | Unicode | JIS X 0213 | 文字参照            | 小文字 | Unicode | JIS X 0213 | 文字参照          | 備考     |
| ------ | ------- | ---------- | ------------------- | ------ | ------- | ---------- | ----------------- | -------- |
| Y      | U+0059  | 1-3-57     | &#x59; &#89;        | y      | U+0079  | 1-3-89     | &#x79; &#121;     |          |
| Ｙ     | U+FF39  | 1-3-57     | &#xFF39; &#65337;   | ｙ     | U+FF59  | 1-3-89     | &#xFF59; &#65369; | 全角     |
| Ⓨ      | U+24CE  | ‐          | &#x24CE; &#9422;    | ⓨ      | U+24E8  | 1-12-57    | &#x24E8; &#9448;  | 丸囲み   |
| 🄨      | U+1F128 | ‐          | &#x1F128; &#127272; | ⒴      | U+24B4  | ‐          | &#x24B4; &#9396;  | 括弧付き |

## 他の表現法
| フォネティックコード | モールス符号 |
| Yankee               | －・－－     |

|        |          | ⠽    |
| 信号旗 | 手旗信号 | 点字 |